# Arbetsklädshuset
Arbetsklädshuset AKH AB är en kedja bestående av butiker i Sverige som säljer arbetskläder, skyddsskor och personligt skydd samt profilkläder och presentreklam. Företaget är landets äldsta i branschen och grundades i Uppsala 1889 av grosshandlare Emanuel Lundberg. Företaget har fem butiker i Sverige, fördelade på Uppsala, Landskrona, Västerås samt två i Stockholm. Arbetsklädshuset är en del av Gosh, en rikstäckande kedja för arbetskläder, profil- och presentreklam.